# Lego System i Leg
Lego System i Leg (v dánštině „Lego herní systém“) je řada stavebnic, vyráběných v podniku LEGO (později The LEGO Group) v letech 1955–1970. Jedná se o první produkty Lego, které byly navrženy tak, aby se vzájemně doplňovaly. Tím vznikl ucelený a současně variabilní systém, který nabízel dětem téměř nekonečné možnosti hry.  Ve své době unikátní koncept, umožňující neustálé rozšiřování herního světa rychle získával na oblibě a předurčil směřování celé firmy.  
Základem se staly starší typy stavebnic, prodávané původně v sadách Automatic binding bricks a Lego Mursten. Ty obsahovaly jen základní kostky, určené převážně ke stavbě budov. K nim však bylo možné dokoupit nejrůznější doplňky, zejména plastikové modely aut, dále policisty, cyklisty, dopravní značky a jiné. Vše bylo možné rozmístit na desku, představující plán města. 

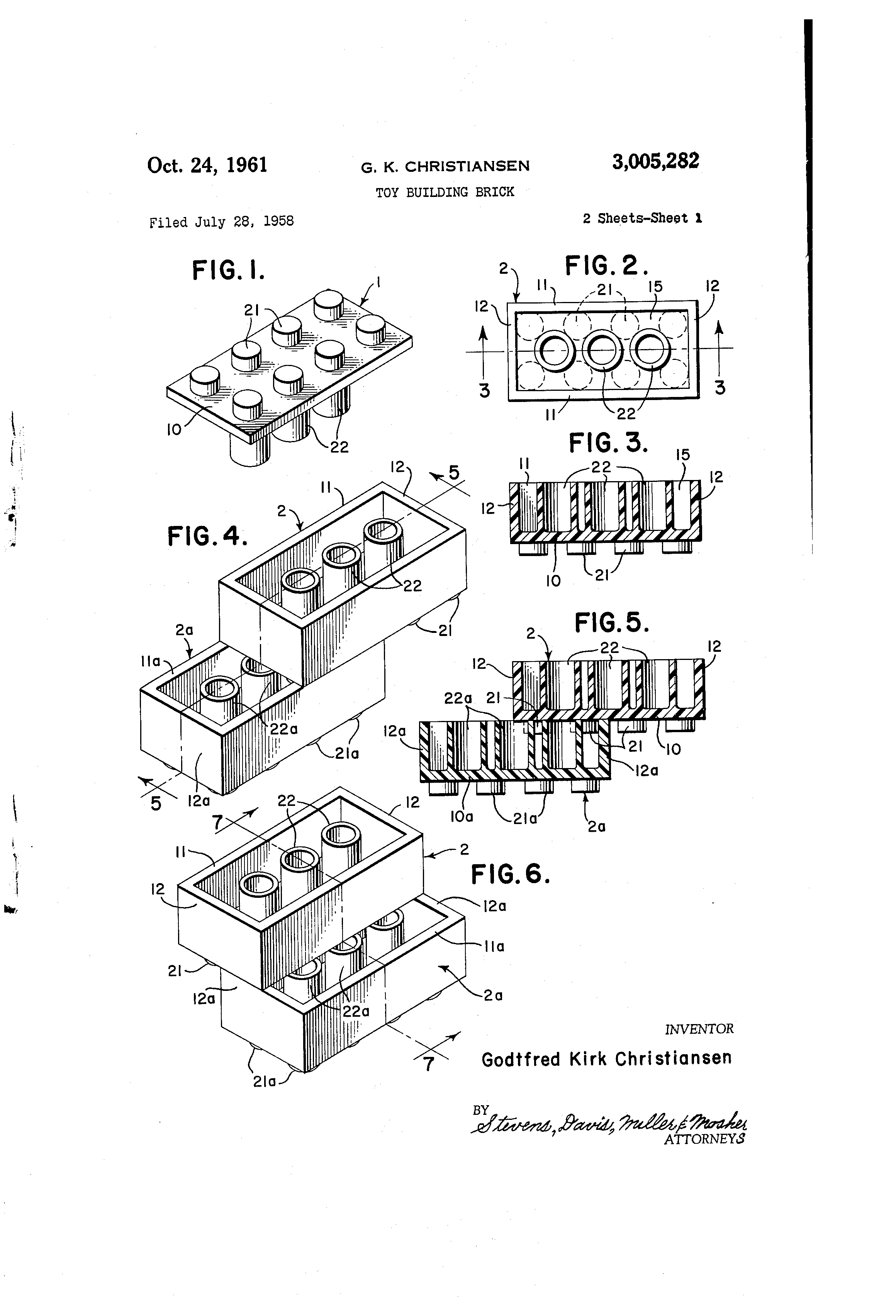
Patentované spojení lego kostek (1958)

## Stavebnice
Základní sady byly stejně jako starší stavebnice stále baleny v plochých krabicích s kostkami pečlivě poskládanými do šachovnicových vzorů. Na víku stavebnic byla opět použita fotografie vnoučat Ole Kirk Christiansena. Některé menší sety byly poprvé opatřeny i návodem ke stavbě.
Oproti starším řadám Lego však byly nové sady vyrobeny v mnoha různých variantách. V roce 1956 Lego poprvé proniklo mimo Skandinávii, když se začalo prodávat v Německu. O rok později byl prodej zahájen i v dalších evropských zemích. Zatímco v Dánsku se zpočátku ještě doprodávaly starší typy kostek se zářezy pro zasouvací okénka, mimo Skandinávii se již dostávaly výhradně kostky bez zářezů, k nimž byla okénka připojována standardními výstupky. Na první pohled totožné stavebnice proto kvůli těmto rozdílům používaly dvě číselné řady setů (Dánsko x Evropa). Současně byly obaly opatřeny názvem System i Leg v lokálním jazyce (System im Spiel, Système dans le jeu, apod.). Tato odlišnost byla v letech 1957 – 1960 postupně odstraněna zjednodušením názvu na Lego System. 
Teprve od roku 1956 jsou také všechny kostky - stejně jako moderní dílky - důsledně opatřeny nápisem LEGO na všech výstupcích („studs“). Až do roku 1958 však postrádají na spodní straně trubičky, které zajišťují pevnější spojení kostek.
| Obrázek | Číslo  | Název                        | Počet dílů | Minifigurky | Rok vydání |
| ------- | ------ | ---------------------------- | ---------- | ----------- | ---------- |
|         | 700/1  | Gaveæske („dárková krabice“) | 204        | –           | 1955       |
|         | 700/2  | Gaveæske („dárková krabice“) | 174        | –           | 1955       |
|         | 700/3  | Gaveæske („dárková krabice“) | 144        | –           | 1955       |
|         | 700/3A | Gaveæske („dárková krabice“) | cca 90     | –           | 1955       |
|         | 700/4  | Gaveæske („dárková krabice“) | cca 70     | –           | 1955       |
|         | 700/5  | Gaveæske („dárková krabice“) | 54         | –           | 1955       |
|         | 700/6  | Gaveæske („dárková krabice“) | 46         | –           | 1955       |
|         | 1211   | Lille hus („malý domek“)     |            | –           | 1955       |
|         | 1236   | Garage („garáž“)             |            | –           | 1955       |